# ریترسدورف (راینلاند-فالتس)
ریترسدورف (به آلمانی: Rittersdorf) یک شهر در آلمان است که در بیتبورگ-پروم واقع شده‌است.